# Lac de Yesa
Le lac de barrage de Yesa (embalse de Yesa en espagnol) est un lac artificiel situé dans les Pyrénées, formé par la retenue sur la rivière Aragon, dans la ville navarraise de Yesa (Espagne). Il est situé dans le nord-ouest de la province aragonaise de Saragosse et dans le nord-est de la communauté forale de Navarre. La plus grande partie inonde les terres dites du canal de Berdún, dans la comarque aragonaise de la Jacetania s'étendant sur les territoires municipaux de Sigüés, Ruesta, Escó et Tiermas. Il est connu sous le surnom de Mer des Pyrénées et se trouve à l'entrée de cette chaîne. Il est la plus grande surface navigable de Navarre jusqu'à la zone de la Ribera au sud de la Navarre et arrose les Bardenas Reales et la comarque saragossienne de Cinco Villas. Le canal de Bardenas naît de ses eaux. Ses eaux ont pour but aussi l'approvisionnement et la production électrique.
Il a une capacité de 446,86 hm³ (on donne aussi généralement le chiffre de 488,10 hm³ ), atteignant les niveaux suivants : minimal 435 m ; maximal 490 m ; déversoir 482,61 m et niveau de barrage normal maximal de 488,61 m. Le lac s'étend sur 10 km avec des largeurs qui varient entre 1 et 2,5 km. Il occupe une surface de 1 900 hectares.
Il a été inauguré en 1960 et a provoqué l'abandon de plusieurs villages : Ruesta, Tiermas et Escó avec une population touchée représentant plus de 1 500 personnes. Collatéralement, les expropriations et les plantations de pin pour éviter le colmatage du barrage, ont concerné les territoires des villages de Larrosa, Villanovilla, Bescós de Garcipollera, Bergosa, Acín de Garcipollera, et Yosa de Garcipollera dans la vallée de la Garcipollera, appartenant de nos jours au territoire municipal de Jaca et de Cenarbe en Villanúa . On a inondé 2 408 hectares de terres de culture, dont 1 000 étaient de très bonne qualité agricole.
D'autre part, les eaux de l'Aragon transvasées par le canal de Bardenas jusqu'à la comarque de Cinco Villas et aux Bardenas Reales ont rendu propice la création de quelque 75 000 ha d'irrigation, qui exigent un débit moyen annuel de 467 hm³ d'eau. Ceci a donné lieu à la création d'une quinzaine de villages de colonisation peuplés de quelque 1 267 familles, dont beaucoup viennent des villages délogés à cause de l'inondation de la zone du canal de Berdún. Tel est le cas du Bayo, sur lequel ont dû émigrer beaucoup de familles de Tiermas.

## La retenue

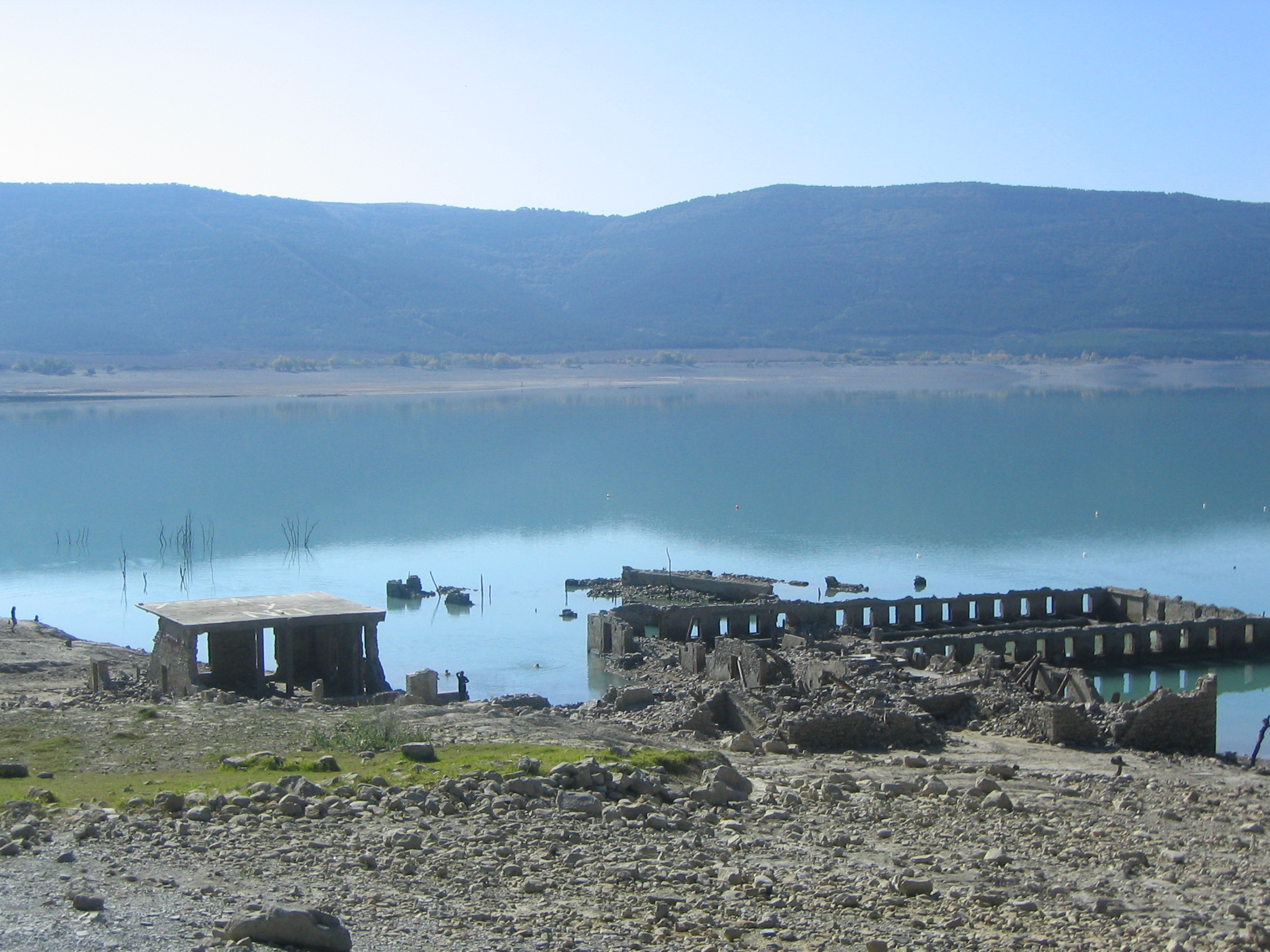
Vue partielle du lac et des ruines des thermes d'eau sulfureuse.

Le barrage de retenue est situé à 400 m du noyau urbain de Yesa en direction du nord. C'est un barrage de gravité de plan rectiligne construit sur une base de béton (on en a utilisé 480 000 m3) avec une pente verticale dans le haut et un terrassement, avec des étapes de 2 m hauteur et de 1,60 m de largeur, dans la partie inférieure, ce qui produit une pente de 0,78. Il est doté d'un déversoir de surface situé sur le bord gauche et formé par quatre grandes bouches (qui attirent l'attention par leur profondeur, pouvant être vues depuis le bord supérieur), les drainages intermédiaires et de fond. Il a deux prises pour la centrale hydro-électrique et une autre pour le canal de Bardenas.
La longueur en couronnement est de 398 m, avec une hauteur sur les fondations de 76,5 m et sur la voie de 62,1 m. La largeur dans le couronnement est de 7 m, desquels 6,5 m sont consacrés à la route. Il est composé d'une galerie périmétrale de cinq accès dont trois à pied dans le mur lui-même et deux autres dans la partie supérieure, qui sont reliés dans le niveau 460 avec une galerie horizontale dans les étriers auxquels on peut accéder depuis le mur, à côté de la prise pour le canal.
Les caractéristiques les drainages et les déversoirs sont les suivantes :
Déversoir. Le mur de retenue est doté d'un système de déversoir composé de quatre puits avec des tunnels indépendants d'une longueur moyenne de 600,5 m qui finissent dans un amortisseur commun à tous. Les quatre puits sont dotées de vannes de béton avec un secteur flottant de 20 m de lumière et de 6 m de hauteur. Ils se situent sur la partie latérale gauche. Le niveau de la « lèvre » fixe est de 482,61 m et permettent des flux de drainage de :
- En régime normal, 2 240 m3 /s (560,00 m3/s chaque vanne).
- En régime d'évacuation d'eau, 3 060 m3 /s (765,00 m3/s chaque vanne).

Drainage.
- En situation intermédiaire, sur la prise de la centrale prévue au pied du barrage dans le niveau 448,40 m Ce sont deux conduits de 1 m de diamètre. On utilise deux vannes de type Howell-Bunger de cône fixe. La capacité de drainage est de 38,49 m3/s (19,25 m3/s chacune).
- Au fond, se trouve au pied du mur, à un niveau de 428,0 m sur le côté gauche, sur ce qui était l'ancien lit de la rivière Aragon. Ce sont deux tubes de 1,50 x 2,00 m régis par des vannes. La capacité totale du drainage est de 172 m3 /s (86,0 m3 /s chacune).

Prises.
- Prise du canal de Bardenas, au niveau 453,35 m, située sur le côté gauche. Elle est composée de trois tubes de 2 m de diamètre régis par des vannes de type ring-seal et vannes du type « TAINTOR ». Le débit total normal est de 90 m3/s (30 m3/s chacune).
- Prise pour la centrale, sur le mur, se situe au niveau de 448,4 m et il s'agit de 2 tubes de 2,5 m de diamètre qui sont régis par des vannes wagon depuis la partie supérieure, à l'inférieur elles sont fermés par une bride aveugle. Les dimensions des vannes sont de 2,5 x 2,5 m
- Prise pour centrale avec prise de Bardenas, du même type que le précédent composé de 2 tubes de 3 m de diamètre. Les dimensions des vannes sont de 3 x 5 m[6]

## Le lac
Le lac occupe une surface de 2098 ha de la vallée de la rivière Aragon, dans le canal de Berdún, une longueur de 18 km et un périmètre de 48 km. La surface du bassin hydrographique qui lui correspond est de 2 170 km2. Il a une capacité de 446 90 hm³, desquels 411 sont utiles et 114,60 de garantie. La contribution annuelle moyenne est de 1 322 hm³, le plus grand apport étant enregistrée de 2 625 m3/s, tandis que celle prévue est de 2 800 m3/s.
Le niveau de couronnement est de 490,9 m, celui du déversoir de 482,61, tandis que celle de remplissage maximal en situation normale est de 488,61 m et dans des apports de 490,00 m. Le niveau minimal d'utilisation est de 453,35 m, tandis que celui de la voie reste à 427,90 m avec le drainage de fond à 428,00 m et les prises du canal de Bardenas à 453,35 m

## Histoire

### Antécédents
L'utilisation de la rivière Aragon existe depuis le Moyen Âge : en 1498, le Conseil de Tauste a proposé la déviation des eaux de cette rivière pour l'utiliser comme irrigation à Ferdinand le Catholique. En 1622 il a été proposé de construire un canal jusqu'aux Bardenas Reales pour arroser les terrains d'une abbaye qu'on projetait de construire là. En 1702 l’ingénieur Josef Estorguia a lancé la proposition de dévier la rivière pour qu'elle passe par les terres aragonaises, évitant ainsi le paiement de tarifs et péages aux Navarrais. 54 ans plus tard, en 1756, on a réalisé un projet pour la construction d'un canal qui, naissant à Tiermas, devait arroser la comarque aragonaise de Cinco Villas. Peu de temps après un autre projet a été présenté par le capitaine J.A. Monroy qui a proposé un canal (qui serait parti d'un niveau semblable à celui de l'actuel canal des Bardenas) qui arroserait la comarque de Cinco Villas et les Bardenas, avec un total de 15 228 ha d'irrigation, ainsi que la construction de 18 nouvelles communautés urbaines.

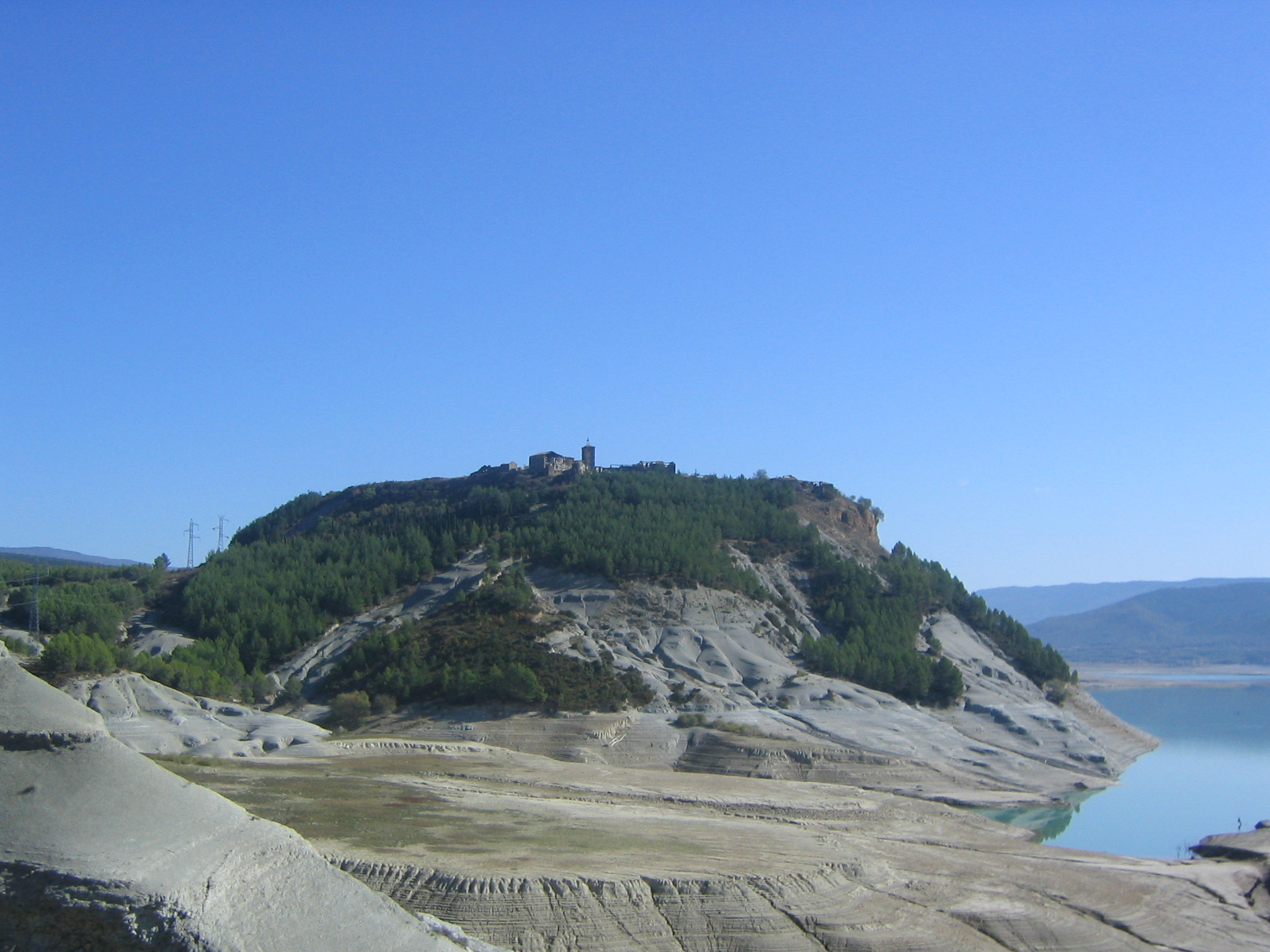
Vue de Tiermas sur le mur de Yesa.

En 1865 on a créé une société pour la construction d'un canal d'irrigation qui descendrait jusqu'aux Bardenas. Le projet a été réalisé par Antonio de Lesarri. La société serait chargée de la construction en échange de quoi on lui céderait l'utilisation des eaux et les bénéficiaires de l'irrigation payeraient les "charges" correspondantes. En 1880 on a décrété la nullité de la concession, puisque les travaux n'avaient pas commencé.
En 1902 un arrêté royal du 25 avril a proposé un Plan National de Travaux Hydrauliques dans lequel apparaissait un complexe hydraulique formé par les canaux des Bardenas de Yesa, de la Gorge de Biniés, de Salvatierra de Esca et d'Usún, chacun d'eux avec une retenue d'eau. Ce complexe produirait une surface d'irrigation de 30 000 ha sur plusieurs villages de Navarre et de Saragosse. Les barrages seraient placés de la manière suivante : celui de Yesa, où il se trouve actuellement, celui de Foz de Biniés sur les eaux de la rivière Veral, celui de Salvatierra de Esca sur la rivière Esca, celui d'Usún se situerait dans la vallée de Salazar, à 6 km de Lumbier. Avec cette proposition il y avait aussi celle du canal impérial d'Aragon et du canal de Lodosa, ce qui rendait plus évident la nécessité de retenir l'Aragon et ses affluents.
Le 2 mars 1909 on charge l'étude du projet de la retenue de Yesa à la Division hydraulique de l'Èbre. Ce projet sera effectué par les ingénieurs Cornelio Arellano, d'abord, et Manuel Abascal  qui le termine en 1912. Le projet du canal n'a été approuvé qu'en 1917. La retenue prévue était une retenue de gravité de 53 mètres de hauteur.

### Le projet
En 1923 on charge un nouveau projet, rédigé par les ingénieurs Félix de los Rios, Mariano Vicente et Antonio Colom, qui effectuent l'étude en partant d'une surface irrigable de 130 000 ha, d'approvisionner le barrage d'Ardisa avec 400 000 millions de mètres cubes annuels et Saragosse en eau potable. Cette proposition était incluse dans la liaison des trois grandes rivières de la rive de l'Èbre, l'Aragon, le Gállego et le Cinca.
Le 7 mai 1926, un ordre royal approuve le projet du barrage de Yesa obligeant à respecter les utilisations prévues des eaux. Le même équipement que conçoit le mur de retenue planifie aussi le canal de Bardenas en présentant son travail le 29 décembre 1924. Celui-ci sera approuvé huit ans plus tard, le 30 juin 1932, par une résolution de la Direction générale des ouvrages hydrauliques. En 1926 on estime que le barrage de Yesa servira seulement pour l'irrigation des Bardenas et de la comarque de Cinco Villas, rejetant sa possible contribution au canal impérial d'Aragon. Dans le plan général d'ouvrages et de travaux de la Confédération hydrographique de l'Èbre de 1926, on décide de la construction du barrage de Yesa. Celui-ci aura une capacité de 470 hm³ destinés au canal de Bardenas et à l'irrigation de la zone de culture du bassin lui-même, quelque 15 000 ha, bien qu'on ait commenté la possibilité de contribution au canal impérial pour que celui-ci laisse des ressources libres pour celui de Lodosa. Les prévisions concernant le canal de Bardenas, qui en partant de Yesa devait arriver à Ardisa, étaient d'une sortie du mur de retenue de 60 m3/s desquels arriveront à Ardisa 39 m3/s.

### L'exécution
Dans le plan d'ouvrages de la Confédération rédigé l'année suivante, on retarde les travaux estimant qu'on n'avait pas convenablement effectué les études de régime, débit et plan du canal ni de la capacité du barrage. Cette même année le Service agronomique de la Confédération hydrographique élabore et publie une étude où il prévoit la conversion de l'irrigation en régime intensif de 80 000 ha et autres 30 000 en régime semi intensif. Pour cela il estimait que manquaient 619,952 hm³/an d'eau avec incidence d'utilisation dans les mois d'été.
Le 13 novembre 1928 commencent les travaux de fondation du barrage, qui avait été choisi au concours dans le troisième plan Œuvres et Travaux. En ce qui concerne le canal de Bardenas il est décidé de faire une remise en question du plan.
En 1931 on effectue le projet du lac de Yesa qui est un complément du projet de 1924. On définit le corps du barrage et tout ce qui est relatif à celui-ci, comme les drainages et les prises. On avait alors déjà résolu les problèmes qui étaient apparus avec le règlement de l'étrier droit et les doutes sur la capacité des contributions. Ce projet est approuvé le 30 juin 1934. En 1933, le contrat de construction avait été résilié du fait de différents problèmes. À cette date le canal de Bardenas était déjà en construction.
Après la guerre civile, durant laquelle des prisonniers ont dû travailler sur le chantier, les travaux reprennent avec la construction de la variante de la carrière en 1940 et l'excavation de la pente droite. En 1945, René Petit propose deux modifications du projet. La première est approuvée par ordre ministériel le 6 février et la seconde, le 15 septembre. L'utilisation des eaux est la même qui avait été prévue dans le projet de Félix de los Rios, mais on réduit la surface irrigable à 110 000 ha. Le barrage a été inauguré durant l'année 1959 et entre en service en 1960.
La fermeture des vannes du barrage de Yesa a provoqué l'abandon de plusieurs villages : Ruesta, Tiermas et Escó. La population touchée a été de plus de 1 500 personnes. 2 400 ha de terres cultivables, dont 1 000 étaient d'excellente qualité ont été inondés. Les 8 528 habitants expropriés dans les municipalités touchées ont été réparties entre les communes de Sigüés (3 752) Urriés (1 498), Undués de Lerda (1 754) et Los Pintanos (1 524), ces derniers appartenant à la  comarque de Cinco Villas. Un effet collatéral a été l'achat par le Patrimoine forestier de l'État de la vallée de la Garcipollera, qui aboutit à Castiello de Jaca, par un décret de repeuplement inévitable pour planter des pins noirs pour éviter l'érosion et le colmatage du barrage. Cela a provoqué l'abandon des villages de Larrosa, Villanovilla, Bescós de Garcipollera, Bergosa, Acín de Garcipollera, Cenarbe et Yosa de Garcipollera.

## Agrandissement de Yesa

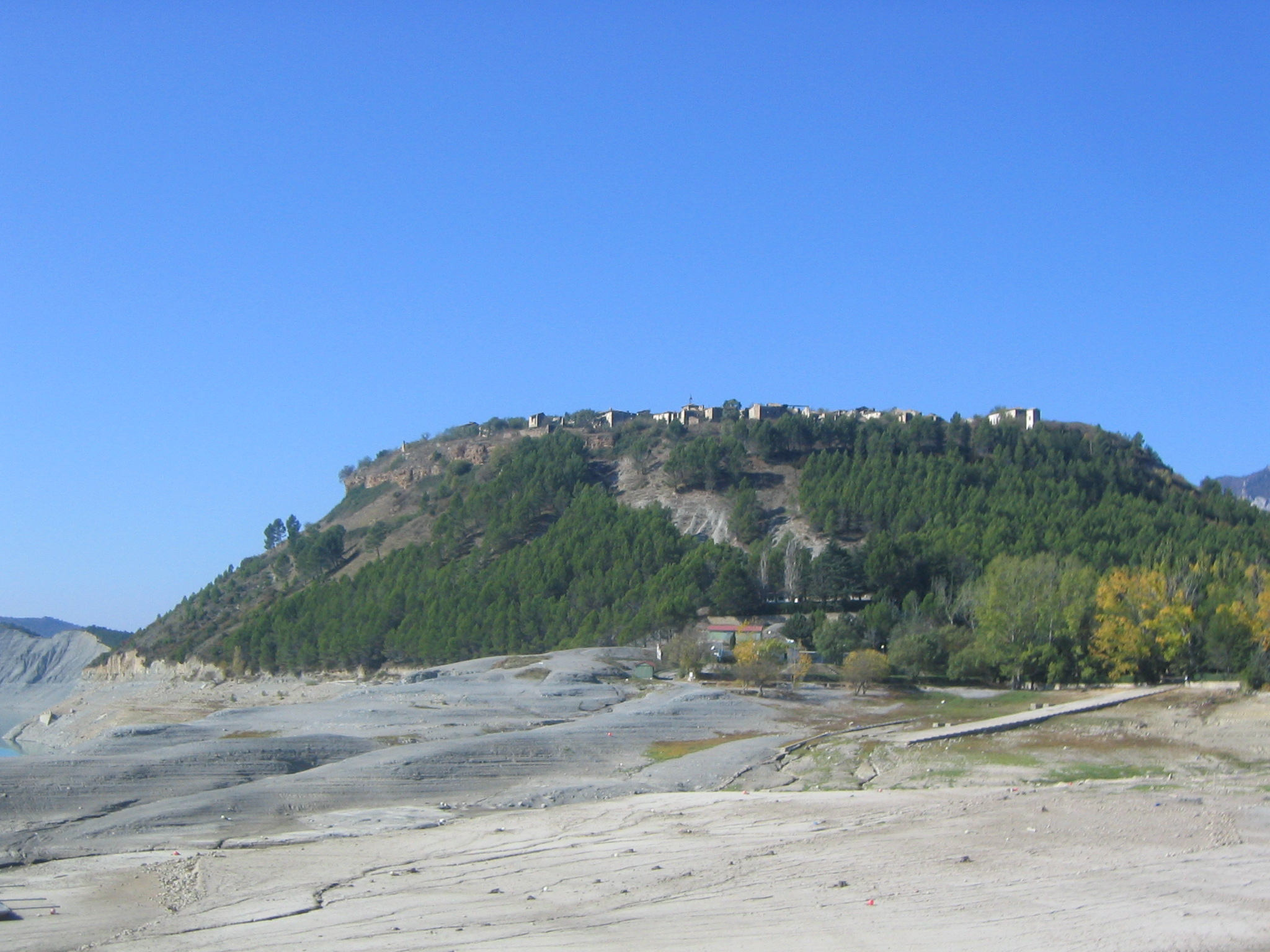
Vue générale de Tiermas.

Durant les années 1970 apparaît l'approche d'un nouveau règlement du bassin de l'Aragon et de l'Irati ; après diverses propositions, on adopte celle de l'agrandissement du barrage de Yesa.  Un premier projet est présenté en 1983 prévoyant d'obtenir un nouveau barrage d'une capacité de 1 525 hm³ (le triple de l'actuel) en faisant de ce dernier un barrage hiperanual (son cycle est supérieur à une campagne). Ce projet a été rejeté par la Direction générale des travaux hydrauliques. Dix ans plus tard, en 1993, le projet modifié 03/1993, qui maintient des caractéristiques techniques semblables au précédent avec un niveau d'agrandissement de 521 m et un volume d'eau retenue de 1 525 hm³ est présenté.
Le but d'eau retenue était pour le maintien des irrigations actuelles et futures, ainsi que l'approvisionnement d'eau potable pour Saragosse et à son environnement et le maintien des concessions et du débit écologique de la rivière Aragon. l'agrandissement entraînera la disparition du noyau urbain de Sigüés et les expropriations d'importantes surfaces des communes d'Artieda et de Mianos.
L'agrandissement trouve une grande opposition sociale dans les villages touchés tandis que dans ceux profitant de l'accroissement de la surface d'irrigation le soutienne. Les travaux ont démarré en mai 2001, bien qu'ils aient été touchés par des problèmes dans la consolidation de la rive gauche, où sont apparus en 2004 des fentes de grande taille et où, en 2006, un glissement de terres de 3,5 millions de mètres cubes menaçant de tomber au pied du barrage s'est produit. En 2007, les fentes se rouvrent et la piste qui parcourt la rive gauche s'est effondrée.
Depuis qu'en 1983, le plan d'agrandissement du barrage de Yesa a été rendu public, des actions d'opposition à l'ouvrage ont été menées par plusieurs associations dont l'Association Rivière Aragon, COAGRET et des associations écologistes comme Écologistes en Action, Greenpeace, SEO/BirdLife, WWF/Adena, AEMS-Ríos avec Vie, Les Amis de la Terre et d'autres, qui forment la plate-forme Yesa Non.
Parmi les actions d'opposition à l'agrandissement de Yesa, cinq actions judiciaires, trois contentieux administratifs, une plainte criminelle contre trois ex-hauts-chargés du ministère de l'Environnement ont été menées. Une dénonciation pour destruction du patrimoine historico-artistique en référence au Chemin de Saint Jacques a été présentée devant l'UNESCO. Toutes les sentences ont été perdues à l'encontre les demandeurs rendant possible la construction du nouveau barrage.
Les secteurs qui s'opposent à ces travaux affirment que tripler la capacité de retenue de la rivière Yesa porterait des affections graves sur le milieu naturel, en inondant le site urbain de Sigüés et une importante surface de terres cultivables en affectant des zones protégées comme la gorge de Sigüés. Ils indiquent aussi qu'ils génèrent des problèmes géologiques, spécialement sur la rive gauche de l'Aragon qui pourraient affecter l'intégrité même du nouveau barrage. Le patrimoine historique et artistique de la région serait touché puisque les eaux inonderaient une partie de Chemin de Saint Jacques et différents sites romains et médiévaux.
La sentence No 43/2006 relative à la procédure abrégée No 5/2005 indique de la manière suivante :
Que debemos absolver y absolvemos a Patricia, Lucio, Gonzalo, Rubén, Darío, y Rafael de los delitos de prevaricación, riesgo catastrófico, negociaciones y actividades prohibidas a los funcionarios, contra el patrimonio histórico y arqueológico, contra los recursos naturales y el medio ambiente y falsedad en documento público, de los que han sido acusados.
La résolution du 27 novembre 2007 de l'Audition nationale sur la ressource no 121/01 qu'avait interposée la mairie d'Artieda et l'Association rivière Aragon contre les décisions du ministère de l'Environnement rejette cette ressource en rendant légal l'ouvrage. Les organisations suivantes : les communautés générales Bardenas, Irrigations d'Alto Aragón et de l'UTE d'entreprises constructrices adjudicataires du concours d'œuvre étaient attaquées en même temps que le ministère. Le jugement de cette résolution dit textuellement ceci :
DESESTIMAR el recurso Contencioso-Administrativo interpuesto por el ayuntamiento de Artieda de Aragón (Zaragoza) y la Asociación legal contra el recrecimiento del embalse de Yesa "RÍO ARAGÓN" representados por el Procurador D. Isacio Calleja García contra las resoluciones del Ministerio de Medio Ambiente de fechas 12 y 20 de diciembre de 2000; sin imposición de costas.
Dans cette sentence les points dénoncés sont, un par un, rejetés.
Plusieurs propositions d'alternative à l'agrandissement de la retenue ont été présentées. En 2004, la Fondation nouvelle culture de l'eau présente une alternative soutenable à l'agrandissement de la retenue de Yesa qui offre une garantie d'approvisionnement acceptable aux demandes agricoles de Bardenas, présentes et futures, plus économique, avec un plus petit impact environnemental et qui produit un plus petit caractère conflictuel social. Elle repose sur la construction de barrages latéraux au système d'irrigation de Bardenas.
Une autre proposition a été celle de diminution de niveau de l'agrandissement en le limitant à un niveau entre 510 et 512 m ce qui laisserait la capacité du barrage a 1 100 hm3. Cette proposition sera complétée avec d'autres petites activités visant à mitiger les dommages causés, comme la construction d'une paroi qui entourerait Sigüés. On estime, selon une étude de l'université d'Alcalá de Henares, que cette capacité de retenue serait suffisante pour satisfaire les demandes et les nécessités exposées.

## Tourisme sportif

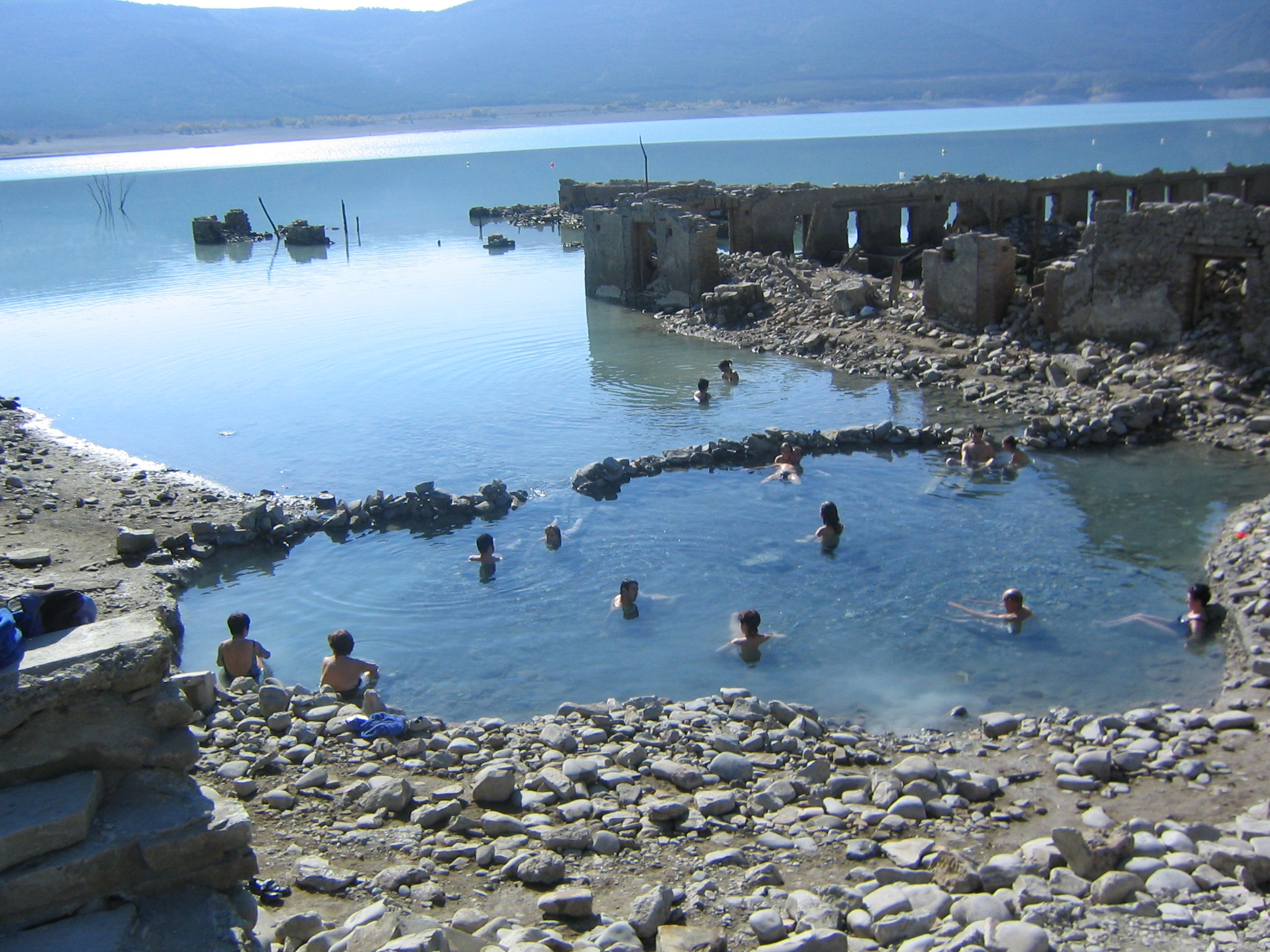
Zone des bains d'eaux sulfureuses dans l'ancienne station balnéaire de Tiermas.

La climatologie de la zone où se trouve le barrage est douce, ayant davantage d'ensoleillement que dans le bassin de Pampelune. Il faut souligner le vent du nord (bise) qui souffle depuis la montagne atteint aisément la force 5 tout comme, le vent du sud, plus fréquent. Cette caractéristique éolienne fait que la retenue est très propice pour la navigation à voile, particulièrement avec des bateaux légers et windsurf.
La richesse piscicole des eaux de l'Aragon, dans lesquelles abonde la truite, la carpe et la perche d'Amérique fait des bords du barrage un lieu très visité par les amateurs de la pêche.
La situation du barrage, au pied de la Sierra de Leyre et du fait que sa rive droite est bordée par la route N-240 fait que les activités de randonnées et à bicyclette soient très recommandées. Le Chemin de Saint Jacques passe par ses bords et dans ses alentours il y a beaucoup de lieux avec des bâtiments significatifs comme le monastère de Leyre ou le château de Xavier ou le pont dit « des Roncalais » d'origine romane et reconstruit au XIe siècle.
Certains villages qui se trouvent au bord de l'Aragon sont abandonnés depuis la construction du barrage et le remplissage ultérieur de celui-ci inondant les terres cultivables de la vallée. À Tiermas, une expérience sociale alternative, fruit de l'inquiétude d'un groupe de jeunes est apparue au milieu des ruines. À ses pieds, on trouve un camping. À Ruesta, un autre camping a été cédé au syndicat Confédération générale du travail pour son exploitation.
Avant le remplissage du barrage il y avait une station thermale célèbre qui profitait de la source d'eaux sulfureuses qui jaillit là et qui était utilisée depuis des temps précédents la conquête romaine. Les eaux sortent à une température de 42 °C. Les installations, dont le niveau reste sous celui de remplissage du barrage, réapparaissent dans les périodes basses eaux. Beaucoup de gens profitent de cette circonstance pour continuer à utiliser cette eau et la boue qui se forme, car elle possède des propriétés thérapeutiques pour la peau.

## Agriculture
Dans la zone du barrage l'activité agricole est encore un des piliers de l'économie. Les exploitations sont, en général, de monoculture céréalière (90 %) qui est complétée des cultures de légumineuses et de potagers consacré pratiquement dans leurs totalités à l'autoconsommation. La Confédération hydrographique de l'Èbre possède près de 20 % des terres cultivables qu'elle a unilatéralement géré jusqu'en 1983 puis elle a cédé ces terres aux communes d'Artieda, Mianos et de Sigüés pour une période de dix ans.
Le bétail est surtout composé d'ovins avec un nombre approximatif de 5 000 têtes réparties dans six troupeaux. Le bétail est nourri dans les grandes surfaces de bruyère et forêt qui occupent presque 60 % du sol. Il faut souligner qu'une partie très importante de la main d'œuvre employée est étrangère puisque la population de la zone est très vieillissante et on a donné un taux de gestion très élevé aux organismes étatiques, la Confédération hydrographique de l'Èbre et l'ICONA, qui a inhibé les initiatives des habitants autochtones.
Une nouvelle activité est celle dérivée de la reforestation, effectuée pour la protection du terrain et de l'érosion. Des réserves de chasse ont été créées et la récolte de champignons est pratiquée.
Dans les comarques de Cinco Villas et des Bardenas Reales, où l'eau de l'Aragon arrive à travers le canal de Bardenas, 70 000 ha sont irrigués. Cette agriculture d'irrigation est principalement céréalière. Il est maintenant possible de planter des arbres fruitiers et des oliviers, des décrets ayant autorisé ces plantations depuis 2007.